# Togetherness (série télévisée)
Pour les articles homonymes, voir Togetherness.
Togetherness, ou Entre nous au Québec, est une série télévisée en seize épisodes d'environ 26 minutes créée par Mark Duplass, Jay Duplass et Steve Zissis, diffusée entre le 11 janvier 2015 et le 10 avril 2016 sur HBO ainsi que sur HBO Canada.
En France, la série est diffusée depuis juin 2016 sur Canal+, au Québec à Super Écran et en Suisse sur RTS Un depuis janvier 2017. Elle reste inédite dans les autres pays francophones.

## Synopsis
Brett et Michelle forment, avec leurs enfants, une famille californienne typique, avec pavillon, routine quotidienne et ennui latent.
Tout est remis en cause lorsque débarque chez eux le meilleur ami de Brett, Alex, un acteur médiocre, suivi bientôt par Tina, la sœur de Michelle, qui vient de rompre avec son petit ami...

## Distribution

### Acteurs principaux
- Mark Duplass (VF : Sébastien Desjours) : Brett Pierson
- Melanie Lynskey (VF : Edwige Lemoine) : Michelle Pierson, femme de Brett
- Amanda Peet (VF : Fily Keita) : Tina Morris, sœur de Michelle
- Steve Zissis (VF : Christophe Lemoine) : Alex Pappas, ami de Brett
- Abby Ryder Fortson (VF : Jade Pousséo) : Sophie Pierson, fille de Brett et Michelle (récurrente saison 1)

### Acteurs récurrents
- Peter Gallagher (VF : Guillaume Orsat) : Larry, petit-ami de Tina
- John Ortiz  (VF : Bernard Gabay) : David
- Joshua Leonard (VF : Emmanuel Curtil) : Dudley
- Mary Steenburgen  (VF : Élisabeth Fargeot) : Linda (saison 1)
- Amy Adair : Peggy, la gardienne des Pierson (saison 1)
- Ginger Gonzaga (VF : Delphine Braillon) : Christy, petite-amie d'Alex (saison 2)
- Katie Aselton (VF : Armelle Gallaud) : Anna (saison 2)
- Emily Althaus : Natalie (saison 2)

 Source et légende : version française (VF) sur RS Doublage, AlloDoublage et Doublage Séries Database.

## Développement
Il est annoncé en mars 2016 qu'il n'y aura pas de saison supplémentaire après la deuxième saison.

## Épisodes

### Première saison (2015)
1. En famille (Family Day)
2. Les Menottes (Handcuffs)
3. À la folie (Insanity)
4. Houston, on a un problème (Houston, We Have a Problem)
5. Partie de gamelle (Kick the Can)
6. Un esprit enchaîné (Ghost in Chains)
7. C'est la fête (Party Time)
8. Toujours plus loin (Not So Together)

### Deuxième saison (2016)
Elle a été diffusée à partir du 21 février 2016.
1. Hôtels (Hotels)
2. On est tous des adultes (Everybody Is Grownups)
3. Retour aux sources (Advanced Pretend)
4. Le changement (Changetown)
5. Just The Range (Just the Range)
6. Un gériutérus (Geri-ina)
7. Grains de sable (The Sand Situation)
8. Pour les enfants (For the Kids)